# Sharp PC-1401
Le Sharp PC-1401 est un petit ordinateur de poche fabriqué par Sharp. Il a été introduit en 1983 et est l'une des premières combinaisons de calculatrice scientifique et d'ordinateur portable avec interpréteur BASIC /compilateur de bytecode. Le PC-1402 a les mêmes caractéristiques mais inclut 10 ko de RAM.

## Spécifications techniques
- processeur : Hitachi SC61860 (CMOS 8 bits), fréquence d'horloge 576 kHz
- 4 ko de RAM (3534 octets utilisables) (deux puces de RAM statique CMOS 2К×8 HM6116)
- 40 ko de ROM (puce SC613256)
- affichage : LCD monochrome 16 digits (5×7 pixels) sur 1 ligne (contrôlé par puce SC43536)
- haut-parleur piézoélectrique intégré
- clavier : 76 touches, 1 interrupteur à l'avant, 1 touche, 1 bouton à l'arrière/sur le côté
- connecteur série de 11 broches pour imprimante ou contrôleur de cassette
- alimenté par deux piles CR2032, la consommation électrique est inférieure à 0,03 W
- taille : 170 × 72 × 9,5 mm, pesant environ 150 grammes

## Périphériques
La machine dispose d'un connecteur série à 11 broches. Cela se connecte à une imprimante thermique propriétaire, telle qu'une CE-126P. L'imprimante servira également d'adaptateur pour se connecter à un magnétophone. Le magnétophone assure la sauvegarde des programmes et des données.

## Variantes

### PC-1421
Le PC-1421 est une variante du PC-1401 pour les calculs financiers. Il diffère du PC-1401 par le contenu de sa ROM et sa vitesse CPU plus élevée. Le processeur du PC-1421 est cadencé à 768 kHz contre 576 kHz pour le PC-1401.

### PC-1430
Le PC-1430 est une variante allégée du PC-1401. L'affichage et le boîtier sont pour la plupart les mêmes (sauf pour quelques touches), mais le PC-1430 n'a pas le mode calculatrice (pour les calculs, le mode BASIC doit être utilisé), il offre moins de fonctions, avec seulement 2 ko de RAM et pas de haut-parleur ou d'avertisseur sonore.

### PC-1450
Le PC-1450 prend en charge les cartes RAM modifiables par l'utilisateur : CE-211M (4 ko), CE-201M (8 ko) ou CE-202M (16 ko).

## Exemple de programme
```
10
 
"F"
                                  
''autorise le démarrage du programme par les touches DEF F

20
 
INPUT
 
"N=?"
;
N
                        
''entrée de la valeur N

30
 
LET
 
F
=
1
                              
''initie la valeur de F à 1

40
 
FOR
 
I
=
1
 
TO
 
N
 
STEP
 
1
                  
''boucle i de la valeur 1 à la valeur N

50
 
LET
 
F
=
F
*
I
                            
''calcule F=F*I

60
 
NEXT
 
I
                               
''répète la boucle de la ligne 40

70
 
PRINT
 
USING
 
"##"
;
N
;
"!="
;
 
USING
 
;
F
    
''imprime le résultat : 5!=120

80
 
END
                                  
''fin du programme

```